# Гаджиев, Шамиль Магомедович
Шамиль Магомедович Гаджиев (14 января 1998, Кизилюрт, Дагестан, Россия) — российский спортсмен, призёр чемпионата России по самбо, также занимается дзюдо.

## Биография
Является младшим братом самбиста Магомеда Гаджиева. В мае 2021 года стал серебряным призёром чемпионата Москвы. В начале июля 2021 года в Екатеринбурге победителями чемпионата Вооруженных Сил Российской Федерации по дзюдо. 2 марта 2023 года стал бронзовым призёром чемпионата России по самбо в Перми.

## Спортивные достижения
- Первенство России по самбо среди юниоров 2017 — ;
- Первенство России по самбо среди молодёжи U23 2018 — ;
- Первенство России по самбо среди молодёжи U23 2020 — ;
- Чемпионат России по самбо среди студентов 2021 — ;
- Чемпионат России по самбо 2023 — ;
- Чемпионат России по дзюдо 2023 — ;